# Станиславский (жилмассив)
Станиславский — жилой массив в Ленинском районе города Новосибирска. Площадь — 48,6 Га.

## География
Общая территория массива составила 48,6 га, из них жилая — 28,8 га при 20-ти процентной плотности застройки.

## Застройка

### Проектные работы
Проект застройки Станиславского жилого массива выполнен архитекторами Е. И. Засядь-Волк и И. К. Ершовой.
Архитекторами была сделана попытка целесообразно использовать рельеф территории, более точной ориентации жилых домов, с продуманной организацией внутренних пространств микрорайона и рациональным расположением детских учреждений, школ и зеленых насаждений. См фото 1963 года:  (недоступная ссылка).

### Массовая застройка
Застройка Станиславского началась в 1962-1963 годах. Здесь применялись дома серии 1—447-С в пять этажей и дома из крупных панелей, серии 1—464-Д. Позднее возводились кирпичные девяти- и двенадцатиэтажные дома. Заселение началось в 1964 году.

## Инфраструктура

### Улицы
Крупные улицы: Немировича-Данченко, Станиславского, Тульская, Ударная.